# Mudra-rakshasa
El Mudra rakshasa (‘la protección del símbolo [del rey]’) es un drama histórico del siglo IV d. C., obra del escritor Vishakha Datta, que narra la ascensión del rey Chandragupta Mauria (c. 340-298 a. C.) al poder en la India septentrional.

## Trama
Chanakia Pándit (350-283 a. C.), ministro del rey Nanda (Dhana Nanda), es ofendido por este, por lo que se alió en venganza a Chandragupta, quien tenía intenciones usurpadoras. Un pacto con el rey Parvata de una región noroccidental asegura la victoria sobre el rey Nanda. Parvata y Chandragupta se reparten las antiguas posesiones de los Nanda. Parvata, a continuación, muere envenenado por la astucia de una joven, tras lo cual es sucedido por su hijo Malaia Ketu. Este, unido al último ministro de los Nanda, reclama la herencia de todos los antiguos territorios de los Nanda.
El drama comienza cuando Malaia Ketu y sus aliados (los reyes de Persia, Sind y Cachemira) se disponen a atacar a Patali Putra, la capital de ChandraGupta (actual Patna, estado de Bihar). El desenlace llega cuando Chanakia logra mediante astucias atraer al último ministro de los Nanda al bando Mauria, y deshacer la conflagración de Malaia Ketu.
Lo auténticamente histórico en este drama se reduce a los hechos que también son narrados por las fuentes griegas: el fin violento de los Nanda, la usurpación de Chandragupta, la formación del Imperio mauria y la lucha contra los reinos bárbaros del Noroeste, creados a raíz de la conquista de Alejandro Magno.
- Datos: Q3457623
- Multimedia: Mudrarakshasa / Q3457623